# Kalendárium (pořad)
Kalendárium je český televizní pořad o zajímavých výročích týdne. Moderátorkou pořadu je Saskia Burešová.
Kalendárium vysílá Česká televize od 3. ledna 1993. Pořad nejprve režíroval Zdeněk Beránek, později se stal jeho režisérem manžel Saskie Burešové Petr Obdržálek, který pořad režíroval do roku 2025. Pořad se vysílá každé nedělní dopoledne na programu ČT1. 